# Каплан, Фрэнк
Фрэнк Каплан (англ. Frank Caplan) (1911—1988) — коллекционер игрушек, новатор в области производства игрушек для детей. Совместно со своей женой Терезой основал компанию Creative Playthings, в рамках которой работал над дизайном игрушек для детей совместно с Исаму Ногути, Луисом Исидором Каном, Генри Спенсером Муром и другими известными художниками и скульпторами.

## Биография
Фрэнк родился 10 июня 1911 года в Кингстон-апон-Халле в семье евреев русского происхождения. В 1914 году его семья эмигрировала в Соединённые Штаты и поселилась в Гарлеме. Фрэнк окончил DeWitt Clinton High School в 1927 году и стал посещать по вечерам Сити-колледж.
Получив в 1931 году степень бакалавра социологии и истории, он стал директором Block Recreation Project. Его интерес к игрушкам проявился, когда он стал работать в детском саду; позже он работал в Еврейском центре на Лонг-Айленде (вместе со своей будущей женой), где делал куклы и простые игрушки для детей. В 1934 году он основал корпоративный загородный лагерь для детей.
Супруги Каплан поженились 30 мая 1934 года.
В 1936 году Фрэнк получил магистерскую степень Философии образования в Педагогическом колледже Колумбийского университета и стал работать над разработкой программ для молодёжи 16-25 лет, проживающей в экономически неблагоприятных районах Нью-Йорка.
К 1950-м годам его фирма получила мировую известность и стала одним из важнейших производителей и поставщиков материалов для раннего детского развития. В 1975 году Фрэнк основал Принстонский центр развития младенцев и детей (The Princeton Center for Infancy and Early Childhood). Он проводил исследования для серии бестселлеров о раннем детском развитии и был соавтором серии совместно со своей женой. Он был одним из первых мужчин-преподавателей в детском саду в США и вместе с Терезой собрал коллекцию из 50 000 игрушек со всего света. В 1984 году коллекция была пожертвована в Детский музей Индианаполиса. Впервые коллекция была использована в выставке «Passport to the World».
Фрэнк Каплан умер 28 сентября 1988 года, Тереза — 13 апреля 2010 года. У них осталась дочь, Юдифь Инглез, и сын, Ричард Каплан.

## Избранные публикации
- Caplan, Frank and Theresa Caplan. «The Value of Play for Learning.» Theory into Practice, Vol. 13, No. 4 (October 1974): 239—243.
- Caplan, Frank and Theresa Caplan. The First Twelve Months of Life: Your Baby’s Growth Month By Month. New York: Bantam, 1995 (Orig. published 1977). ISBN 0-553-57406-X.
- Caplan, Frank and Theresa Caplan. The Second Twelve Months of Live: Your Baby’s Growth Month By Month, 15th Edition. New York: Bantam, 1982 (Orig. published 1978). ISBN 0-553-26438-9.
- Caplan, Frank and Theresa Caplan. The Early Childhood Years: The 2 to 6 Year Old. New York: Bantam, 1984 (Orig. published 1983). ISBN 0-553-26967-4.
- Caplan, Frank and Theresa Caplan. The Power of Play. Norwell, MA: Anchor Press, 1974. ISBN 0-385-09935-5.
- Caplan, Frank. «Extending Educational Service to Autonomous Groups of Unemployed Youth.» Journal of Educational Sociology, Vol. 19, No. 9 (May 1946): 546—554.
- Caplan, Frank. «Block Recreation Project.» Journal of Educational Sociology, Vol. 7, No. 8 (April 1934): 516—520.